# Detlef Altenburg
Detlef Altenburg (* 9. Januar 1947 in Hersfeld; † 8. Februar 2016 in Regensburg) war ein deutscher Musikwissenschaftler.

## Leben
Altenburg studierte Musikwissenschaft, evangelische Theologie, Religionswissenschaft und Philosophie in Marburg und Köln, wo er 1973 promoviert wurde. Er blieb dort als wissenschaftlicher Assistent tätig und habilitierte sich 1980. 1980/81 übernahm er eine Lehrstuhlvertretung an der Universität Göttingen. 1983 nahm er eine Gastprofessur an der Universidade Nova in Lissabon wahr. Von 1983 bis 1994 lehrte er an der Universität-Gesamthochschule Paderborn und an der Musikhochschule Detmold (Musikwissenschaftliches Seminar Detmold/Paderborn). Von 1994 bis 1999 war er Ordinarius und Direktor des Instituts für Musikwissenschaft an der Universität Regensburg. 1999 folgte er einem Ruf an die Hochschule für Musik Franz Liszt Weimar und war dort von November 1999 bis zu seiner Emeritierung Direktor des gemeinsamen Instituts für Musikwissenschaft der HfM Weimar und der Friedrich-Schiller-Universität Jena. Schwerpunkte seiner wissenschaftlichen Arbeit waren die Musik des 17. und 18. Jahrhunderts sowie die Musik und Musikanschauungen im 19. Jahrhundert. Zahlreiche Publikationen Altenburgs betrafen Franz Liszt.
Von 2001 bis 2009 war Altenburg Präsident der Gesellschaft für Musikforschung. Daneben gehörte er von 2003 bis 2009 dem Präsidium des Deutschen Musikrats an. Ferner war er seit 2000 Mitglied der Akademie gemeinnütziger Wissenschaften zu Erfurt und seit 2006 Ordentliches Mitglied der Sächsischen Akademie der Wissenschaften. Er war Mitglied der Academia Europaea (2005).

## Ehrungen und Auszeichnungen
- Verdienstkreuz am Bande des Verdienstordens der Bundesrepublik Deutschland (2010)

## Schriften (Auswahl)

### Monographien
- Untersuchungen zur Geschichte der Trompete im Zeitalter der Clarinblaskunst: (1500-1800), Köln 1974 (Kölner Beiträge zur Musikforschung; 75). ISBN 3-7649-2097-1.

### Herausgeberschaften
- (Hrsg. zusammen mit Peter Gülke): Autonomie und Lenkung: die Künste im doppelten Deutschland, Leipzig 2016. ISBN  3-7776-2550-7.
- (Hrsg. zusammen mit Arnold Jacobshagen, Arne Langer, Jürgen Maehder, Saskia Maria Woyke): Spontini und die Oper im Zeitalter Napoleons, Sinzig: 2015 (Musik und Theater; 11). ISBN 978-3-89564-150-3.
- (Hrsg. zusammen mit Rainer Bayreuther): Musik und kulturelle Identität: Bericht über den XIII. Internationalen Kongress der Gesellschaft für Musikforschung, Weimar 2004, 3 Bde., Kassel 2012.
- (Hrsg. zusammen mit Beate Agnes Schmidt): Musik und Theater um 1800: Konzeptionen - Aufführungspraxis - Rezeption, Sinzig 2012 (Musik und Theater; 1). ISBN 3-89564-116-2.
- (Hrsg. zusammen mit Harriet Oelers): Liszt und Europa, Laaber: 2008 (Weimarer Liszt-Studien; 5). ISBN 3-89007-494-4.
- (Hrsg. zusammen mit Lothar Ehrlich und Jürgen John): Im Herzen Europas: nationale Identitäten und Erinnerungskulturen, Köln/Weimar/Wien 2008. ISBN 978-3-412-20094-7.
- (Hrsg.): Liszt und die Neudeutsche Schule, Laaber 2006 (Weimarer Liszt-Studien; 3). ISBN 3-89007-656-4.
- (Hrsg. mit Jörg Jarnut und Hans-Hugo Steinhoff): Feste und Feiern im Mittelalter. Paderborner Symposion des Mediävistenverbandes. Thorbecke, Sigmaringen 1991, ISBN 978-3-7995-5402-2.
- (Hrsg.): Ars musica-musica scientia: Festschrift Heinrich Hüschen zum fünfundsechzigsten Geburtstag am 2. März 1980, Köln 1980. ISBN 3-88583-002-7.

### Editionen
- Franz Liszt: Tagebuch 1827, hrsg. zusammen mit Rainer Kleinertz im Auftrag der Stadt Bayreuth, Wien: Neff, 1986. ISBN 3-7014-0229-9.